# Tahmine

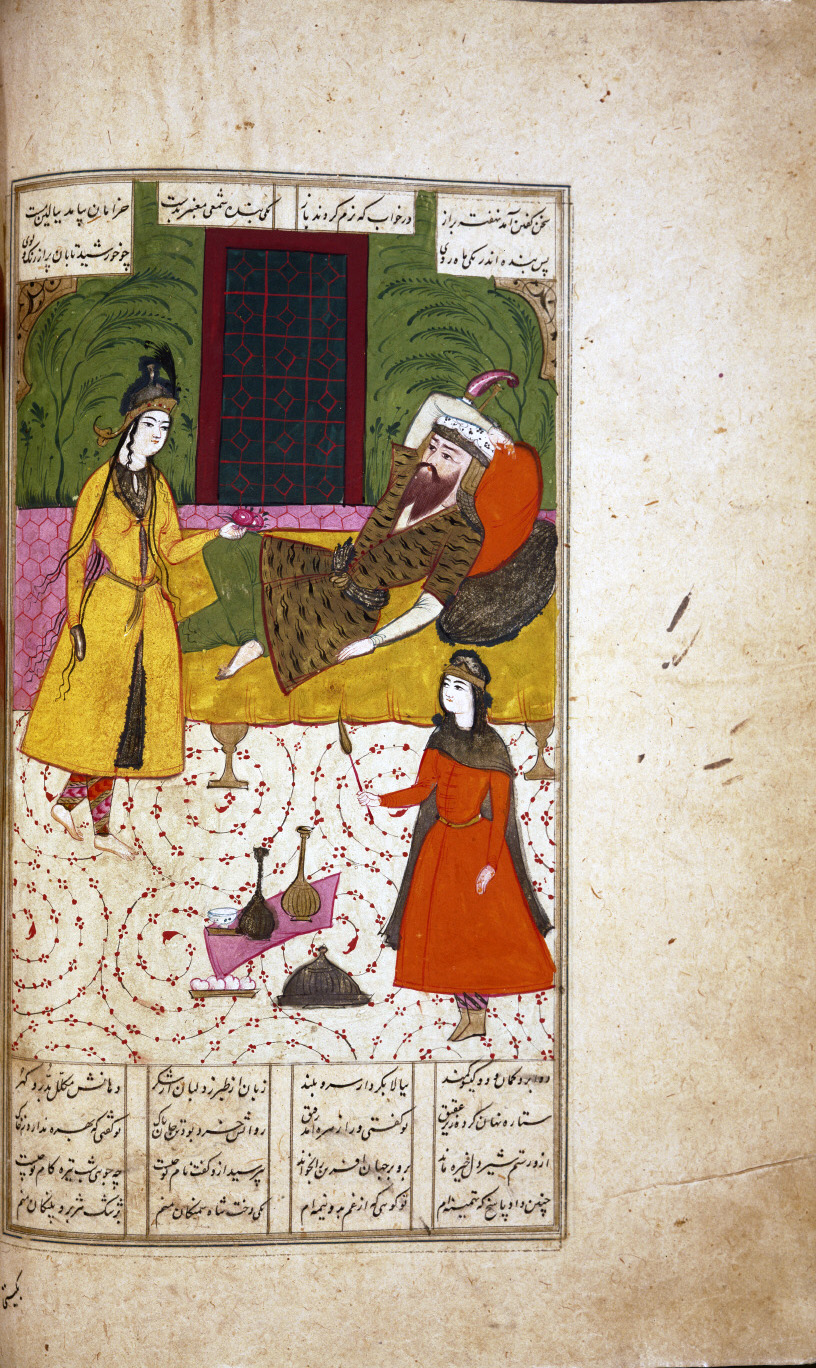
Tahmīne begegnet Rostam.

Tahmine oder Tahmina (persisch تهمينه Tahmīne, DMG Tahmīna) ist eine weibliche Heldenfigur aus dem iranischen Nationalepos Schāhnāme von Firdausi, Tochter des Königs von Samangan, Ehefrau Rostams und Mutter von Sohrab.

## Tahmine, Rostam und Sohrāb
Rostam, der alles überstrahlende Held aus Firdausis Schahname begibt sich mit seinem Pferd Rachsch auf die Jagd. Bei einer Rast schläft Rostam ein und herannahende Türken entführen das Pferd und bringen es zu mehreren Stuten, um aus dem Pferd Rostams Nachkommen zu züchten. Rostam begibt sich auf der Suche nach Rachsch in die nahegelegene Hauptstadt von Samangan. Er wird von dem König von Samangan festlich empfangen. Um Mitternacht begibt sich die Tochter des Königs von Samangan, Tahmīne, ins Schlafgemach von Rostam. Friedrich Rückert schildert die Szene in seiner Nachdichtung wie folgt: 

„Ihr standen beiderseits mit Fackeln Dienerinnen;
Sie strahlte hell vom Glanz der Fackeln und der Minnen.
Der Reiz der Jugend war in den der Scham getaucht,
Der Wangen Lilien von Rosen überhaucht.
Doch im Rubinschloß des Mundes lag bewahrt
Geheimnis liebliches, für diese Nacht gespart.“

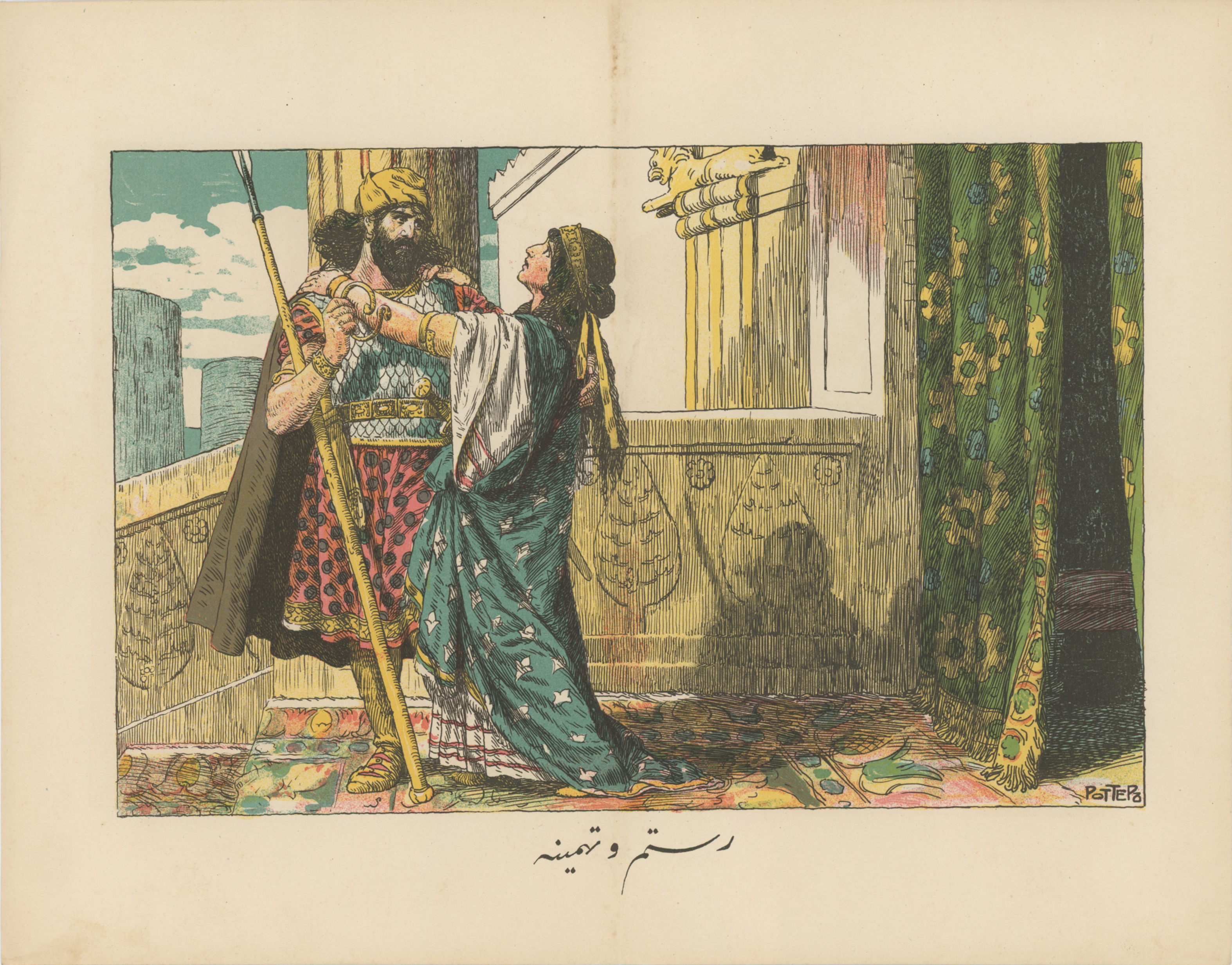
Rustam lässt Tahmina sein Armband. Joseph Rotter, Tiflis.

Tahmīne gesteht Rostam ihre Liebe und nach Rücksprache mit dem Vater von Tahmīne, dem König von Samangan, werden die beiden ein Paar. Am nächsten Tag verlässt Rostam Tahmīne und kehrt in den Iran zurück. Er lässt ihr zum Zeichen seiner Liebe ein Armband als Geschenk. Neun Monate später kommt ihr Sohn Sohrāb zur Welt.
Tahmīne erzieht Sohrab als Fürstensohn und als Sohrāb erwachsen wird, und nach seinem Vater fragt, gibt Tahmīne Sohrāb das Armband als Geschenk seines Vaters Rostam. Sohrāb will in den Iran ziehen, seinen Vater besuchen und für ihn um den Thron Irans kämpfen. Kai Kawus, der Schah von Iran, ruft nun seinerseits Rostam zu Hilfe, da er einen feindlichen Angriff vermutet. Am Ende kommt es zu einem entscheidenden Zweikampf zwischen Rostam und Sohrāb bei dem Rostam Sohrāb tötet. Im Sterben eröffnet Sohrāb dem völlig überraschten Rostam, dass er, Sohrāb sein Sohn sei. Als Erkennungszeichen übergibt er ihm den Armreif, den Rostam einst Tahmīne geschenkt hatte.

Rostam lässt seinen Sohn in seine Gruft überführen und zieht sich für einige Zeit in die Einsamkeit zurück, um den Tod seines Sohnes zu betrauern. Er wagt es nicht, Tahmīne die schlechte Nachricht persönlich zu überbringen, sondern sendet seinen Bruder: 

„Dann wende dich von ihm links auf Semengan zu,
Und an Tehmina dort die Spang' hier bringe du!
Verwische nicht daran von Suhrab's Blut die Spur!
Es ist das einzige, was von ihm heimwärts fuhr.
Nimm auch sein Waffenkleid, sein Roß und Kriegsgeschmeid,
Und gib ihr's, daß sie sich ersättige am Leid!
Sie wird des Rosses Huf an ihren Busen drücken,
Das Schwert (entwind es ihr!) nach ihrem Herzen zücken.
Die Hände ringen wird sie und das Haar zerraufen.
Blut weinen, und das Blut des Sohnes nicht erkaufen.“

## Weblink
- Rostam und Sohrab - Comic auf Englisch